# Chronów-Kolonia
Chronów-Kolonia – wieś w Polsce położona w województwie mazowieckim, w powiecie szydłowieckim, w gminie Orońsko.
Na terenie wsi utworzono dwa sołectwa Kolonia Dolna oraz Kolonia Górna.
| SIMC    | Nazwa         | Rodzaj    |
| ------- | ------------- | --------- |
| 0630273 | Kolonia Dolna | część wsi |
| 0630280 | Kolonia Górna | część wsi |

W latach 1954–1961 wieś należała i była siedzibą władz gromady Chronów, po jej zniesieniu w gromadzie Łaziska. W latach 1975–1998 miejscowość administracyjnie należała do województwa radomskiego.
Wierni Kościoła rzymskokatolickiego należą do parafii św. Jana Chrzciciela i św. Stanisława Kostki w Mniszku.